# Irodalomtörténet
Az irodalomtörténet az irodalomtudomány azon ága, amely az irodalommal, az irodalmi művekkel kronologikusan, történeti sorrendben foglalkozik, az egyes korokra jellemző műfajok és korstílusok szerint csoportosítja őket, és a történelmi hátteret, az egyes írók életrajzát és egymással való kapcsolatát is vizsgálja.
Az irodalomtörténet másik jelentése egyszerűen az irodalom története. Magyarországon az irodalomtörténetet általában kettéválasztják a világirodalom és a magyar irodalom történetére.